# Rhododendron indicum
Espèce
Synonymes
- Azalea burgeri Miq.[2]
- Azalea calycina Lem.[2]
- Azalea danielsiana Paxton[2]
- Azalea indica L.[3] [2]
- Azalea macrantha Bunge[3] [2]
- Azalea obtusa Lindl.[2]
- Enkianthus biflorus Lour.[2]
- Loiseleria indica Rchb.[2]
- Rhododendron breynii Planch.[2],[3]
- Rhododendron danielsianum Planch.[2],[3]
- Rhododendron decumbens D. Don ex G. Don[3]
- Rhododendron hannoense Nakai[3] [2]
- Rhododendron lateritium Planch.[2],[3]
- Rhododendron macranthum (Bunge) G. Don[3] [2]
- Rhododendron obtusum (Lindl.) Planch.[2]

Rhododendron indicum est une espèce de plantes à fleurs de la famille des Ericacées. Elle est à l'origine de nombreuses variétés d'azalées des fleuristes, hybrides pour la plupart. C'est une plante non rustique, commercialisée comme plante d'intérieur, contrairement à l'Azalée japonaise (Rhododendron obtusum),.

## Dénominations

Inflorescence immature

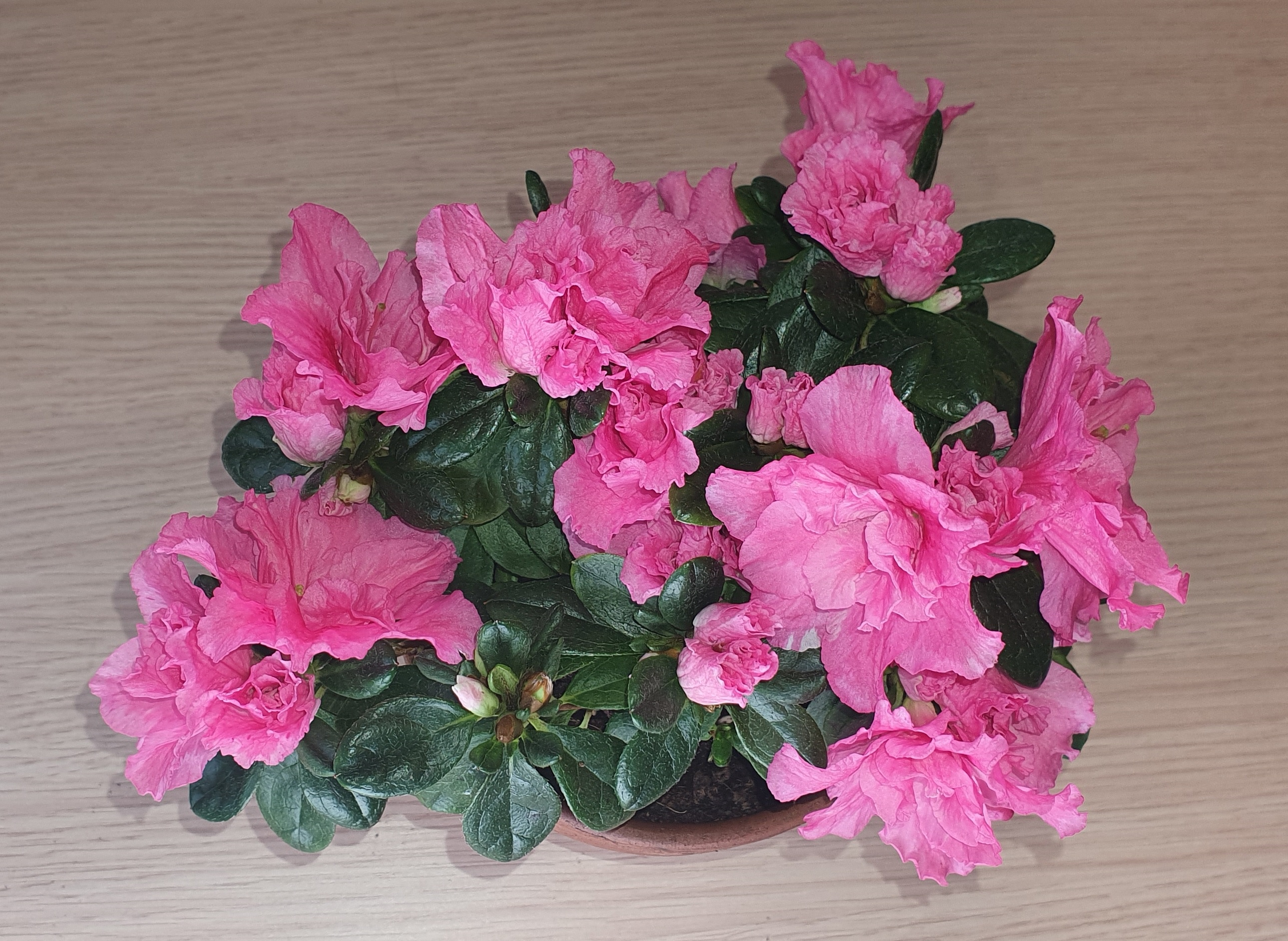
Azalée fuchsia. 01/01/2021. Ormoy-Villers, France.

- Nom scientifique valide : Rhododendron indicum (L.) Sweet ;
- Noms vulgaires (vulgarisation scientifique) recommandés ou typiques en français : Azalée des Indes, Azalée de Formose, Azalée chinoise[6] ;
- Autres noms vulgaires ou noms vernaculaires (langage courant) pouvant désigner éventuellement d'autres espèces : azalée des fleuristes[4],[5],[7](variété simsii[8]), azalée.

## Classification
Cette espèce a été décrite pour la première fois en 1753 par le naturaliste suédois Carl von Linné, sous le basionyme de Azalea indica L., puis recomposée dans le genre Rhododendron en 1830 par le botaniste britannique Robert Sweet. Son épithète spécifique, indicum, signifie « d'Inde », mais aussi de Chine.
En classification phylogénétique APG III (2009) elle fait partie du genre Rhododendron, lui-même assigné à la famille des Ericaceae, ordre des Ericales.  

### Liste des formes et variétés
Selon NCBI (18 février 2014) :
- forme Rhododendron indicum f. otakumi

Selon Tropicos (18 février 2014) (Attention liste brute contenant possiblement des synonymes) :
- variété Rhododendron indicum var. eriocarpum Hayata
- variété Rhododendron indicum var. formosanum Hayata
- variété Rhododendron indicum var. ignescens Sweet
- variété Rhododendron indicum var. pulchrum (Sweet) G. Don
- variété Rhododendron indicum var. puniceum Sweet
- variété Rhododendron indicum var. simsii (Planch.) Maxim. - synonymes : Rhododendron simsii Planch. et Rhododendron indicum Hort.
- variété Rhododendron indicum var. smithii Sweet